# Маммиллярия Баума
Маммиллярия Баума (лат. Mammillaria baumii) — кактус из рода Маммиллярия. Видовое название дано в честь немецкого ботаника Хуго Баума (1867—1950), первооткрывателя вида.

## Описание
Быстрорастущее растение, кустящееся уже в двухлетнем возрасте. Образует колонии размером до 15 см в диаметре. Стебель шаровидный, до 5—7 см длиной, такой же и диаметр. Эпидермис светло-зелёный, диаметром до 5 см, покрытый густыми белыми колючками. Под сильным солнцем темнеет.
Ареолы круглые. Радиальные и центральные колючки примерно одного цвета и одинаковой длины, тонкие, игольчатые, беловато-жёлтые. Радиальных колючек от 30 до 50; они имеют волосоподобную консистенцию, гибкие, длиной до 1,5 см. Густые радиальные колючки имеют насыщенный белый цвет, который влияет на общий снежно-белый вид кактуса. Они, переплетаясь между собой, закрывают растение почти полностью. Центральные колючки более крепкие, чем радиальные, их всего 5−11, прямые, игольчатые, и в отличие от радиальных имеют более тёмный, желтоватый оттенок.
Цветок воронковидный, ярко-жёлтый, ароматный, 2,5-3 см в диаметре и до 2,5 см длиной, с зелёным рыльцем и пестиком. Тычинки желтоватые.
Плоды серо-зелёные, большого размера до 10 мм длиной и 15 мм шириной. Плоды, постепенно развиваясь, деформируют колючки своим весом. Семена коричневые.

## Распространение
Распространён в штате Тамаулипас, Мексика. Растёт в кустарниках на высоте от 700 до 1500 м над уровнем моря.

## Синонимы
- Dolichothele baumii (Boedeker) Werdermann & Buxbaum 1951
- Ebnerella baumii (Boedeker) Buxbaum 1951
- Mammillaria radiaissima G. E. Lindsay ex R. T. Craig 1945